# Natalivka, Novohrad-Volînskîi
Natalivka (în ucraineană Наталівка) este localitatea de reședință a comunei Natalivka din raionul Novohrad-Volînskîi, regiunea Jîtomîr, Ucraina.

## Demografie
Componența lingvistică a localității Natalivka
     Ucraineană (96,88%)
     Rusă (2,83%)
     Alte limbi (0,21%)
Conform recensământului din 2001, majoritatea populației localității Natalivka era vorbitoare de ucraineană (96,88%), existând în minoritate și vorbitori de rusă (2,83%).